# Anna (2019)
Anna is een Frans-Amerikaanse actiethriller uit 2019. De film werd geschreven en geregisseerd door Luc Besson. Het Russische model en actrice Sasha Luss vertolkt de titelrol.

## Verhaal
In 1985 worden zeven CIA-agenten die een moordaanslag op de directeur van de KGB beraamden gevat. Lenny Miller krijgt de hoofden van zijn team in kartonnen dozen toegestuurd.
In 1987 zit Anna met haar gewelddadige en misdadige man aan de grond als ze door KGB-agent Alex Tchenkov wordt gerecruteerd. Door haar schoonheid wordt ze na een jaar opleiding onder het mom van een fotomodel in Parijs gestationeerd. Daar krijgt ze van haar supervisor Olga opdrachten om personen te liquideren.
Tijdens een van haar opdrachten wordt ze echter onderschept door de CIA-agent Miller die haar inlijft als dubbelagent. Miller draagt haar op persoonlijk de directeur van de KGB uit de weg te ruimen. In ruil wordt haar de vrijheid op Hawaï beloofd. Olga weet echter dat Anna voor de CIA werkt maar laat haar de opdracht uitvoeren.
Later spreekt Anna met Alex en Miller tegelijk af in Parijs. Beiden krijgen gestolen gegevens van de KGB en de CIA terug als ze haar laten gaan. Vervolgens helpt Olga haar haar eigen dood in scène te zetten. Olga zelf wordt benoemd als de nieuwe directeur van de KGB en verwijdert Anna's dossier.

## Rolverdeling
- Sasha Luss en Kamila Hovorková (als kind) als Anna Poliatova, de protagoniste
- Helen Mirren als Olga, Anna's leidinggevende bij de KGB
- Luke Evans als Alex Tchenkov, Anna's collega en geliefde die haar ook inlijfde bij de KGB
- Cillian Murphy als Lenny Miller, CIA-agent en eveneens Anna's geliefde
- Lera Abova als Maude, het lesbisch model waarmee Anna samen is
- Alison Wheeler als Dorothée, Anna's begeleidster van het modellenbureau
- Eric Godon als Vassiliev, directeur van de KGB
- Andrew Howard als Oleg, de wapenhandelaar

## Productie en ontvangst
In 2018 werd Luc Besson, de maker van de film, door verschillende actrices beschuldigd van seksueel misbruik en verkrachting. Het uitbrengen van de film werd gedurende het onderzoek hiernaar uitgesteld. Hoewel geen aanklacht volgde werd Anna door de grote commotie omtrent de MeToo-beweging op dat moment met minimale publiciteit uitgebracht.
Anna werd eerst uitgebracht in de Fillipijnen en Taiwan op 19 juni 2019. In de Verenigde Staten verscheen de film op 21 juni, in Frankrijk op 10 juli en in Nederland op 12 september. De film, die zo'n 30 miljoen dollar had gekost, bracht ruim 31 miljoen dollar op aan de bioscoopkassa's.
Ook de kritieken waren eerder negatief. Op IMDb behaalt Anna 6,6 op 10. De critici bij Rotten Tomatoes gaven 33 procent en die bij Metacritic 40 procent.